# 天谴
天谴就是上天谴责的意思。
在陰陽家思想中，在人伦社会秩序之上，「天」是比人更高层次的非人存有者，有独立意志，主宰人伦秩序，负责赏善惩恶；所以认為，如果违反天命而行，或是作惡，就会受到上天处罚。
由此，中国老百姓在现实生活裡寻不到公道，习惯寄望於天。这在不同文学作品中，比如施耐庵《水浒传》裡，以宋江为首的梁山造反派，迫不得已，替天行道，来匡扶正義。
在一些奇幻小说裡，一个人物超凡入聖以後，上天會設法降下災禍，給他考驗，甚至是將他毀滅，所以得道之人必須設法渡劫。如《西遊記》中，菩提老祖恐嚇孫悟空，習得道法後即面臨「三災」。
现今中国较多的人认为“天谴”是一种迷信说法。相信天谴存在的人有时会将发生在特殊日子的事件，和天谴进行联系。